# مانويل رويدا
مانويل رويدا (بالإسبانية: Manuel Rueda)‏ (2 يناير 1980 بسان فرناندو في إسبانيا - ) هو لاعب كرة قدم إسباني في مركز الدفاع. لعب مع نادي ألكوركون ونادي كارتاخينا وLorca Deportiva CF ‏ وCaravaca CF ‏ وÁguilas CF ‏ وCD Ferriolense ‏ ونادي سان أندرو.

## وصلات خارجية
- مانويل رويدا على موقع قاعدة بيانات كرة القدم.إي يو (الإنجليزية)
- مانويل رويدا على موقع Soccerway.com (الإنجليزية)